# 本島等
本島等（1922年2月20日—2014年10月31日），長崎県南松浦郡北魚目村（現新上五島町）人，日本政治人物。

## 生平
毕业于京都大学工学院。1979年至1995年期间，连续四次担任长崎市市长，曾经公开批评昭和天皇在第二次世界大战中有战争责任。1990年，曾经险些被暗杀。2014年10月31日，去世。